# E Street Band

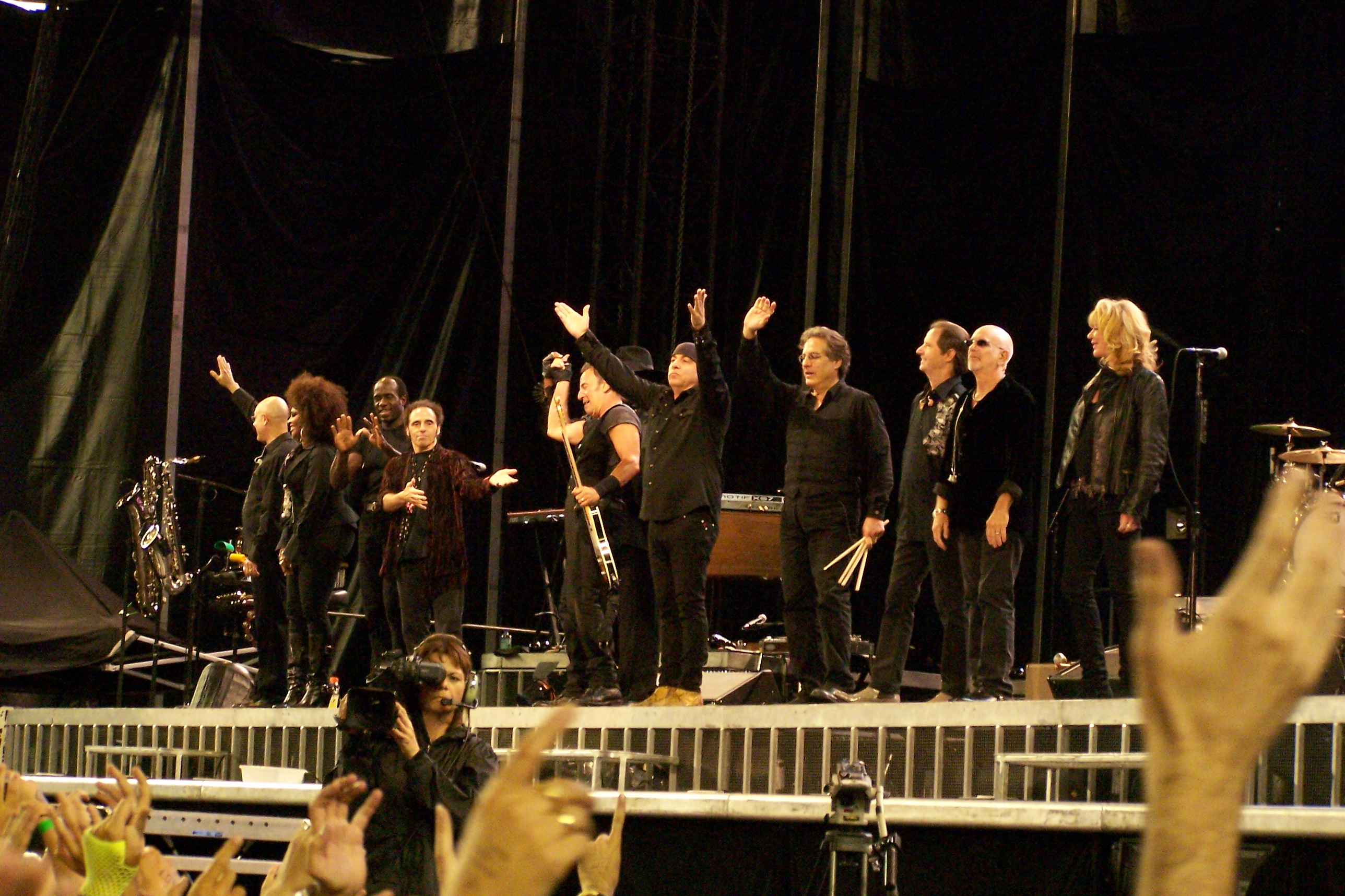
Bruce Springsteen et le E Street Band après une représentation en 2009.

Le E Street Band est un groupe de rock américain. Il est le principal groupe accompagnant le musicien Bruce Springsteen depuis 1972. Le groupe est intronisé au Rock and Roll Hall of Fame depuis 2014.

## Membres
Le configuration du groupe peut varier en fonction des concerts que Bruce Springsteen donne.

### Membres actuels
- Steven Van Zandt dit "Little Steven" (guitare, mandoline, voix)
- Patti Scialfa (guitare, claviers, voix)
- Max Weinberg dit "Mighty Max" (batterie)
- Garry Tallent (basse)
- Roy Bittan dit "Professor" (piano, claviers, accordéon)
- Nils Lofgren (guitare, slide)

### Musiciens additionnels
- Soozie Tyrell (violon, guitare, voix)
- Charles Giordano (orgue, claviers, accordéon)
- Jake Clemons (saxophone)
- Everett Bradley (percussions, voix)
- Curtis King (voix)
- Cindy Mizelle (voix)
- Michelle Moore (voix)
- Barry Danielian (trompette)
- Clark Gayton (trombone)
- Eddie Manion (saxophone)
- Curt Ramm (trompette)
- Tom Morello (guitare, voix)
- Anthony Almonte (percussions, voix)

### Anciens membres
- Clarence Clemons dit "Big Man" (saxophone, percussions, voix) †
- Danny Federici (orgue, claviers, accordéon, glockenspiel) †

## Activités annexes des membres du groupe
Les membres du groupe ont également joué et enregistré (à la fois individuellement et en groupe) avec de nombreux autres artistes, dont Bob Dylan, The Rolling Stones, Meat Loaf, Neil Young, Lou Reed, Bonnie Tyler, Air Supply, Dire Straits, David Bowie, Peter Gabriel, Stevie Nicks, Tom Morello, Sting, Ian Hunter, Paul McCartney, Ringo Starr, Ray Davies, Ronnie Spector, Gary U.S. Bonds, Darlene Love, Southside Johnny, Grateful Dead, Santana, Lucinda Williams, Steve Earle, Emmylou Harris, Tracy Chapman, Lady Gaga, Aretha Franklin et Bob Seger.
Lorsqu'ils ne travaillent pas avec Springsteen, les membres du groupe enregistrent en solo et poursuivent une carrière en tant que musiciens de session, producteurs de disques, auteurs-compositeurs, acteurs et divers autres rôles dans le divertissement. Les plus connus sont le batteur Max Weinberg et le guitariste Steven Van Zandt.